# Рівномірна обмеженість
В математиці, обмеженими функціями є функції для яких існує нижня межа та верхня межа, іншими словами, константа, що є більшою ніж абсолютна величина будь-якого значення цієї функції. Для довільної послідовності обмежених функцій, ця константа може дуже різнитися. Якщо існує константа, що обмежує всі функції цієї послідовності, то така послідовність функцій називається рівномірно обмеженою.

## Означення

### Випадокдійснозначнихтакомплекснозначних функцій
Нехай
{\displaystyle {\mathcal {F}}=\{f_{i}:X\to K,i\in I\}}
деяка послідовність функцій, де {\displaystyle I} — деяка множина індексів, {\displaystyle X} — довільна множина, а {\displaystyle K} — множина дійсних чи  комплексних чисел. Послідовність {\displaystyle {\mathcal {F}}} рівномірно обмежена, якщо існує дійсне число {\displaystyle M} таке, що
{\displaystyle |f_{i}(x)|\leqslant M\qquad \forall i\in I\quad \forall x\in X.}

### Метричний та нормований простори
- Нехай {\displaystyle Y} — метричний простір з метрикою {\displaystyle d}. Тоді множина відображень

{\displaystyle {\mathcal {F}}=\{f_{i}:X\to Y,i\in I\}}
називається рівномірно обмеженою, якщо існує елемент {\displaystyle a} з {\displaystyle Y} і дійсне число {\displaystyle M} таке, що
{\displaystyle d(f_{i}(x),a)\leqslant M\qquad \forall i\in I\quad \forall x\in X.}
- Нехай тепер {\displaystyle Y} — нормований простір з нормою {\displaystyle \|\cdot \|}.

Тоді множина відображень
{\displaystyle {\mathcal {F}}} — рівномірно обмежена, якщо існує дійсне число {\displaystyle M} таке, що
{\displaystyle \|f_{i}(x)\|\leqslant M\qquad \forall i\in I\quad \forall x\in X.}

## Приклади
- Кожна рівномірно збіжна послідовність обмежених функцій рівномірно обмежена.

- Послідовність функцій {\displaystyle f_{n}(x)=\sin nx\,} визначена для всіх дійсних {\displaystyle x}, де {\displaystyle n} приймає значення на множині цілих чисел, буде рівномірно обмежена одиницею.

- Послідовність похідних наведеденої вище послідовності {\displaystyle f'_{n}(x)=n\,\cos nx,} не є рівномірно обмеженою. Кожна з функцій {\displaystyle f'_{n}\,} обмежена величиною {\displaystyle |n|,\,} але не існує дійсного числа {\displaystyle M} такого, що {\displaystyle |n|\leqslant M} для всіх цілих {\displaystyle n.}